# Peter Redeker

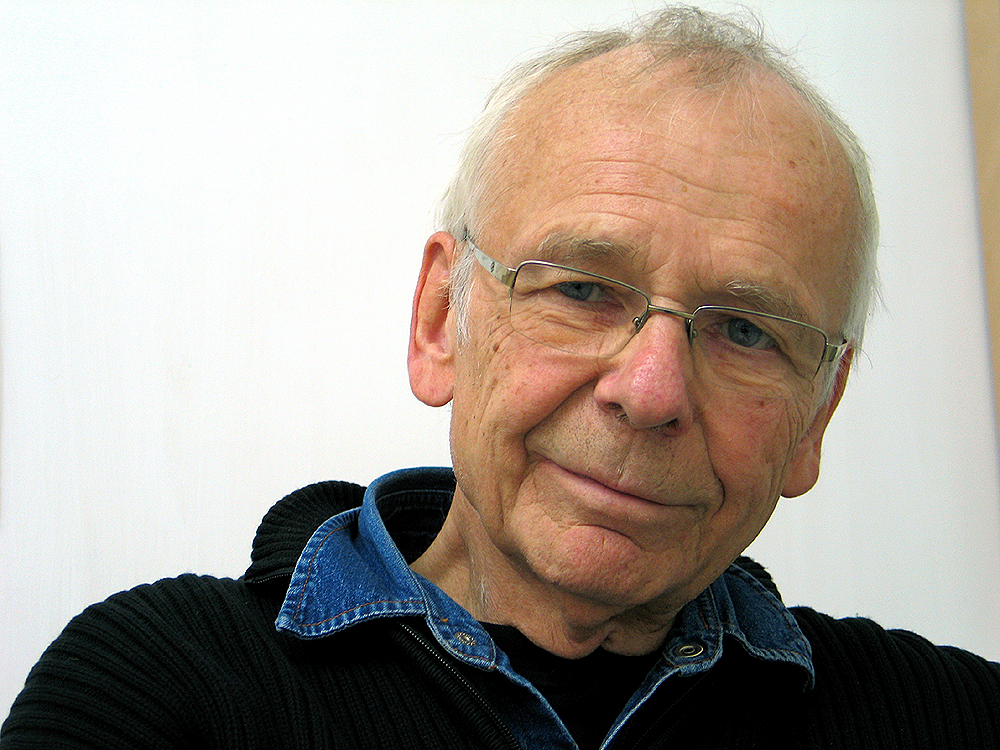
Peter Redeker (2012)

Peter Redeker (* 4. Oktober 1942 in Spital am Semmering; † 3. Dezember 2022) war ein österreichisch-deutscher Maler, Grafiker und Hochschullehrer. Er lebte und arbeitete in Deutschland, Italien und Marokko.

## Leben
Redeker wurde in der Steiermark geboren, kam 1943 nach Deutschland und wuchs in Barntrup auf. Nach dem Abitur 1963 in Lemgo studierte er Pädagogik an der Universität Hamburg sowie bei Kai Sudeck an der Hochschule für bildende Künste Hamburg (HFBK). 1967 legte er sein Lehrerexamen ab und setzte seine Studien der freien Kunst an der HFBK fort. 1968/1969 hatte er ein Stipendium des Reemtsma Begabtenförderungswerks, das Jahr 1970 verbrachte er mit einem Stipendium des Deutschen Akademischen Austauschdienstes und der Niederländischen Regierung an der Rijksakademie van beeldende kunsten in Amsterdam. Anschließend war er bis 1975 als Wissenschaftlicher Assistent für bildende Kunst an der Abteilung Vechta der Universität Osnabrück tätig. Ab 1975 lehrte er an der Fachhochschule Hannover als Professor für freie Grafik bis zur Auflösung des Fachbereichs Bildende Kunst im Jahr 2008. Er lebte in Hannover und Volterra (Italien).

## Ausstellungen
Redeker zeigte seine Werke seit 1969 in einer Vielzahl von Ausstellungen, darunter 1975 im Pavillon der Overbeck-Gesellschaft des Museums für Kunst- und Kulturgeschichte in Lübeck und der Kunsthalle Bremen, 1988 in der Kunsthalle Darmstadt, 1991/1992 im Palazzo dei Priori in Perugia sowie in Galerien und Ausstellungen von Kunstvereinen in Deutschland, Österreich, Schweden, den Niederlanden, Dänemark, Polen und in den USA.

## Werke in Sammlungen
Arbeiten Redekers befinden sich in öffentlichen Sammlungen, so in der grafischen Sammlung der Albertina in Wien, im Hessischen Landesmuseum Darmstadt, im Altonaer Museum, in der Staatlichen Graphischen Sammlung München und im Emslandmuseum Schloss Clemenswerth. Auch in der Privatsammlung von Königin Beatrix der Niederlande ist Redeker vertreten.

## Schriften (unvollständig)
- Michael Stoeber: Peter Redeker. Neue Arbeiten – New Works 2008. Fototafeln, mit Fotos von Raimund Zakowski, hrsg. von Peter Redeker, [o. O., Hannover] 2008: Eigenverlag (Broschüre, ca. 50 Seiten)
- Beatrix Nobis: Peter Redeker. Badende 1987 - 1998, mit Fotografien von Claus Elsholz, Peter Gauditz und Raimund Zakowski, hrsg. von Peter Redeker, [o. O., Lamspringe?] 1998: Eigenverlag (Hardcover, 134 S.)